# Heimweh nach Köln
Heimweh nach Köln (Kölsch Heimweh noh Kölle, auch bekannt als Ich mööch zo Foß no Kölle gon) ist ein im Juli/August 1936 vom Kölner Komponisten und Liedermacher Willi Ostermann geschriebenes, sehr populäres Mundartlied in kölschem Dialekt, das als inoffizielle Kölner Stadthymne gilt.

## Entstehung
Die Melodie übernahm Ostermann von seinem früheren hochdeutschen Lied Sehnsucht nach dem Rhein, das er für den am 18. Oktober 1933 in die Kinos gekommenen UFA-Film Der Traum vom Rhein komponiert hatte, in dem er auch selbst aufgetreten war.
In seinen letzten Lebenstagen notierte Ostermann im Krankenhaus den Text des Refrains mit den ersten Strophen und stellte sie seinem Freund, dem Karnevalisten Thomas Liessem vor. Liessem erzählte später, dass er das Lied nach Ostermanns Tod am 6. August 1936 nach dessen Notizen vollendet habe, welchen Anteil er genau am Text hat, hat er jedoch selbst im engsten Familienkreis niemals verraten. Während der Beisetzung trug Liessem als Abschluss seines Nachrufes am offenen Grab zum ersten Mal den Refrain des Liedes vor.

## Wirkungsgeschichte
Trotz Ostermanns Popularität blieb Heimweh nach Köln zunächst unveröffentlicht. Thomas Liessem stellte es bei der Premiere des Films Drei tolle Tage am 4. September 1936 in kleinerem Kreise vor. Es wurde dann im Studio vom Plattenlabel Lindström mit Liessem als Sänger aufgenommen und zusammen mit dem von Ostermann selbst gesungenen Titel Och wat wor dat fröher schön doch en Colonia als  „Ostermann-Erinnerungsplatte“ kurz vor dem 11. November 1936 veröffentlicht. Die erlösten 9.000 Reichsmark Honorar spendete Liessem als Grundstock für ein Ostermann-Denkmal.
Die Schallplatte wurde gleich zu Beginn in tausenden Exemplaren verkauft, und das Lied verbreitete sich schnell als eine Art „Nationalhymne“ der Kölner und Rheinländer. Während des Zweiten Weltkrieges wurde das Singen und die Aufführung des Titels durch eine Heeresverordnung verboten, offenbar weil das zum Ausdruck gebrachte sehnsuchtsvolle Heimweh nicht zu den verlangten Durchhalteparolen im Krieg passte.
Im Kölner Karneval sowie auf nahezu jeder Brauchtumsveranstaltung Kölns spielt das Lied nach wie vor ungebrochen die erste Rolle als Kölner Heimatlied, wenn auch inzwischen viele andere Lieder eine ähnlich hohe Popularität in Köln und im Kölner Umland gefunden haben. Es wurde in zahlreichen Coverversionen zeitgenössischer Karnevalsinterpreten (King Size Dick, Bläck Fööss) neu interpretiert.

## Text
1. En Köln am Rhing ben ich gebore,

ich han un dat litt mir em Senn,

ming Muttersproch noch nit verlore,

dat eß jet, wo ich stolz drop ben.

Refrain

Wenn ich su an ming Heimat denke

un sin d’r Dom su vör mir ston,

||: mööch ich direk op Heim an schwenke,

ich mööch zo Foß no Kölle gon. :||  

2. Ich han su off vum Rhing gesunge,

vun unsem schöne, deutsche Strom,

Su deutsch wie he ming Leeder klunge,

su deutsch bliev Köln met singem Dom.

(Refrain)

3. Un deiht d’r Herrjott mich ens rofe,

dem Petrus sagen ich alsdann:

„Ich kann et räuhig dir verzälle,

dat Sehnsucht ich no Kölle han.“

(Refrain)

4. Un luuren ich vum Himmelspöözche

dereins he op ming Vaterstadt,

well stell ich noch do bovve sage,

wie gähn ich dich, mie Kölle, hatt.

(Refrain)

## Hochdeutsche Übersetzung
1. In Köln am Rhein bin ich geboren,

ich habe, und das liegt mir im Sinn,

meine Muttersprache noch nicht verloren,

das ist etwas, worauf ich stolz bin.

Refrain

Wenn ich so an meine Heimat denke

und sehe den Dom so vor mir stehen,

||: möchte ich direkt Richtung Heimat schwenken,

ich möchte zu Fuß nach Köln gehen. :||

2. Ich habe so oft vom Rhein gesungen,

von unserem schönen, deutschen Strom,

so deutsch wie hier meine Lieder klangen,

so deutsch bleibt Köln mit seinem Dom.

(Refrain)

3. Und wenn der Herrgott mich einst ruft,

dann sage ich zu Petrus:

„Ich kann es dir ruhig anvertrauen,

dass ich Sehnsucht nach Köln habe.“

(Refrain)

4. Und schaue ich vom Himmelstor

dereinst hier auf meine Vaterstadt,

will ich dort oben noch still sagen,

wie gern ich dich, mein Köln, hatte.

(Refrain)